# 出雲ガス
出雲ガス株式会社（いずもガス）は、島根県出雲市に本社を置く都市ガス事業者。都市ガスの他、プロパンガス事業も行っている。

## 事業概要（平成16年）
- 供給区域内戸数 - 12,422戸
- 供給域内普及率 - 43.5%
- 需要家戸数 - 4,954戸[1]

## 主なサービスエリア
- 島根県出雲市の一部